# حقوق کودکان در کلمبیا
حقوق کودکان در کلمبیا (اسپانیایی: Derechos de los niños en Colombia‎) وضعیت حقوق کودکان در جمهوری کلمبیا را توضیح می‌هد. دولت کلمبیا در سال ۱۹۸۹ کنوانسیون حقوق کودک را امضا کرد و بعداً در روز ۲ ماه سپتامبر سال ۱۹۹۰ آنرا تصویب نمود. مسائل داخلی مربوط به کودکان زیر نظر سازمانی بنام ICBF، که ترجمه آن مؤسسه رفاه خانواده است، قرار دارد. معدل سن ترک تحصیل کودکان در کلمبیا ۱۲ سال است.

## جنگ‌های داخلی
در کشمکشهای داخلی متعددی که کلمبیا را دربر گرفت، کودکان سالها در این رابطه در کارهای مرتبط با جنگ به کار گرفته می‌شدند، همچنانکه بی‌ثباتی سیاسی، اجتماعی و اقتصادی کودکان را بسوی کار سوق داد. در جریان درگیری مسلحانه داخلی اخیر هنگامیکه دولت افراد بالغ زیر ۱۸ سال را برای ارتش ثبت نام می‌کرد، چریکها و گروه‌های شبه نظامی هم کودکان را گاه با زور برای نبرد، سربازگیری می‌کردند. تخمین زده می‌شود ۱۱۰۰۰ تا ۱۴۰۰۰ کودک در صفوف چریکهای چپگرا و شبه نظامیان راستگرای کلمبیا وجود دارند. طبق گزارش دیده‌بان حقوق بشر «تقریباً ۸۰٪ کودکان رزمنده متعلق به دو گروه چریکی چپگرای فارک FARC یا ای ال ان ELN هستند. مابقی در صفوف شبه نظامیان راستگرا می‌جنگند.» بعلاوه کودکان در معرض خشونتهای زمان جنگ و جابجائی اجباری زمان جنگ قرار دارند. کلمبیا یکی از کشورهایی است که دارای بیشترین قربانیان مینهای زمینی در جهان است.